# World Snooker Federation
Die World Snooker Federation (kurz: WSF, nicht zu verwechseln mit der Organisation „World Snooker Tour“) ist ein Sportverband mit dem Ziel der Zentralisierung und der Globalisierung des Snookersports.

## Geschichte
Bis 2024 soll der Billardsport olympische Disziplin werden, doch der IOC hat dafür festgelegte Regularien. Die Agenda 2020 des IOC gibt darüber Aufschluss, sie soll auch neuen Sportarten die Tore öffnen. Die Aussicht auf die Teilnahme an den Olympischen Spielen und der damit zusammenhängenden Popularisation, TV-Übertragungen und Sponsorengeldern ließ die Streitigkeiten zwischen International Billiards & Snooker Federation (IBSF) und World Professional Billiards & Snooker Association (WPBSA) abflachen und führte am 5. Oktober 2017 zur offiziellen Bekanntgabe der Gründung der WSF. Die WSF bringt sowohl Amateur- als auch Profi-Snooker zusammen und wird eine Schlüsselorganisation sein, da Snooker seinen Platz im olympischen und paralympischen Programm einnehmen möchte. Die WSF wurde offiziell als nicht gewinnorientierter Internationaler Sportverband (IF) in schweizerischen Lausanne gegründet, wo viele einflussreiche internationale Sportorganisationen ansässig sind, darunter das Internationale Olympische Komitee (IOC). Als erster Präsident wurde der ehemalige Snookerprofi Jason Ferguson ernannt, der schon seit 2010 Vorsitzender der WPBSA ist (Stand: Juli 2018). Schon 1998 wurde er als Spielervertreter in den WPBSA-Vorstand gewählt.
Die WSF lädt nationale Dachverbände und regionale Dachverbände (z. B. Europa) ein, Mitglied zu werden.

## Regionale und nationale Verbände
Die WSF ist offen für die Mitgliedschaft von regionalen Organisationen und nationalen Verbänden auf der ganzen Welt. Mit der Unterstützung dieser Gremien und Verbände wird die WSF Teil einer internationalen Struktur für Snooker und Billiards sein, in der nationale Verbände neue Möglichkeiten entwickeln können. Seit 2010 haben die WPBSA und World Snooker Tour viele neue Veranstaltungen in enger Zusammenarbeit mit nationalen Verbänden wie den Indian Open, den Riga Open, der 6-Red World Championship in Thailand und verschiedenen Ranglistenveranstaltungen in China durchgeführt.
Die WSF bietet auch wichtige Spielmöglichkeiten durch die Durchführung einer einheitlichen WSF Championship. Diese Amateurturniere in verschiedenen Altersklassen sind offen für die besten Spieler der nationalen Verbände, die Mitglieder des WSF sind, und bieten die Möglichkeit, sich für Plätze auf der World Snooker Tour zu qualifizieren. Die erste Ausgabe dieser Meisterschaft fand vor Beginn der Snooker-Saison 2018/19 statt.
Mitgliedschaft in der WSF ist auch die Voraussetzung für die Ausrichtung von und Teilnahme an Turnieren der Q Tour der WPBSA. Dabei handelt es sich um eine Amateurserie, über die ebenfalls eine Qualifikation für die Profitour möglich ist.

## Vorstand
Die WSF wird von einem „Board of Directors“ geleitet, der sicherstellen soll, dass angemessene Steuerungs- und Buchführungspraktiken vorhanden sind. Der Vorstand wird von einem neu konstituierten Rat unterstützt, der aus bis zu 10 Personen aus der ganzen Welt besteht, die verschiedene Regionen und Kontinente vertreten. Die WSF ist bestrebt, ein vielfältiges und multinationales Team zusammenzubringen.
Der Vorsitzende Jason Ferguson sagte bei der Gründungsveranstaltung:

„Nach einer Umstrukturierung des Profisports im Jahr 2010 war die World Professional Snooker Tour nie stärker. Wir haben ein beispielloses Wachstum erlebt und sind jetzt ein wirklich globaler Sport. Mit diesem Wachstum ist es eine Verantwortung für uns, nachhaltige Karrierewege für Elitetalent und Spielmöglichkeiten für alle auf allen Ebenen sicherzustellen. Wir müssen sicherstellen, dass es in unserem Sport keine Barrieren gibt, unabhängig von Politik, Rasse, Geschlecht oder Behinderung. Nur wenn wir dies erreichen, können wir als "echter Sport" angesehen werden. Es gibt einige unglaubliche Leute auf der ganzen Welt, Firmenchefs, Spieler, Offizielle und Schiedsrichter, von denen viele unseren Sport als Freiwillige unterstützen. Es ist die Vision des WSF, sich mit diesen Personen aus unserer internationalen Sportgemeinschaft zu befassen.“